# 7-es metró (Peking)
A pekingi 7-es metró (egyszerűsített kínai: 北京地铁7号线; pinjin: běijīng dìtiě qīhàoxiàn) Peking legújabb metróvonala. 2014. december 28-án indult meg rajta a közlekedés. A 7-es vonal színe      vajszín.

## Üzemidő
| 7-es vonal indulásai              | Első  | Utolsó |
| --------------------------------- | ----- | ------ |
| Jiaohuachang felé                 | 05:30 | 23:15  |
| Beijing West Railway Station felé | 05:10 | 22:25  |

## Állomáslista
| 7 (Beijing West Railway Station – Jiaohuachang) |                     |                             |  |  |
| Állomás (angol név)                             | Állomás (kínai név) | Átszállás                   |  |  |
|                                                 |                     |                             |  |  |
| Beijing West Railway Station                    | 北京西站            | 9-es vonal                  |  |  |
| Wanzi                                           | 湾子                |                             |  |  |
| Daguanying                                      | 达官营              | 16-os vonal (2016–2017-től) |  |  |
| Guang'anmennei                                  | 广安门内            |                             |  |  |
| Caishikou                                       | 菜市口              | 4-es vonal                  |  |  |
| Hufangqiao                                      | 虎坊桥              |                             |  |  |
| Zhushikou                                       | 珠市口              | 8-as vonal (2017–2019-től)  |  |  |
| Qiaowan                                         | 桥湾                |                             |  |  |
| Ciqikou                                         | 磁器口              | 5-ös vonal                  |  |  |
| Guangqumennei                                   | 广渠门内            |                             |  |  |
| Guangqumenwai                                   | 广渠门外            | 17-es vonal (2019-től)      |  |  |
| Shuangjing                                      | 双井                | 10-es vonal                 |  |  |
| Jiulongshan                                     | 九龙山              | 14-es vonal                 |  |  |
| Dajiaoting                                      | 大郊亭              |                             |  |  |
| Baiziwan                                        | 百子湾              |                             |  |  |
| Huagong                                         | 化工                |                             |  |  |
| Nanlouzizhuang                                  | 南楼梓庄            |                             |  |  |
| Happy Valley Scenic Area                        | 欢乐谷景区          |                             |  |  |
| Fatou                                           | 垡头                |                             |  |  |
| Shuanghe                                        | 双合                |                             |  |  |
| Jiaohuachang                                    | 焦化厂              |                             |  |  |
|                                                 |                     |                             |  |  |

## Fordítás
- Ez a szócikk részben vagy egészben  a   Line 7, Beijing Subway című angol Wikipédia-szócikk fordításán alapul.  Az eredeti cikk szerkesztőit annak laptörténete sorolja fel. Ez a jelzés csupán a megfogalmazás eredetét és a szerzői jogokat jelzi, nem szolgál a cikkben szereplő információk forrásmegjelöléseként.
- Ez a szócikk részben vagy egészben  a(z)   北京地铁7号线 című kínai Wikipédia-szócikk fordításán alapul.  Az eredeti cikk szerkesztőit annak laptörténete sorolja fel. Ez a jelzés csupán a megfogalmazás eredetét és a szerzői jogokat jelzi, nem szolgál a cikkben szereplő információk forrásmegjelöléseként.